# Dunajowce
Dunajowce (ukr. Дунаївці) – miasto na Ukrainie na Podolu, w rejonie kamienieckim obwodzie chmielnickim, centrum administracyjne dawnego rejonu dunajowieckiego.

## Historia

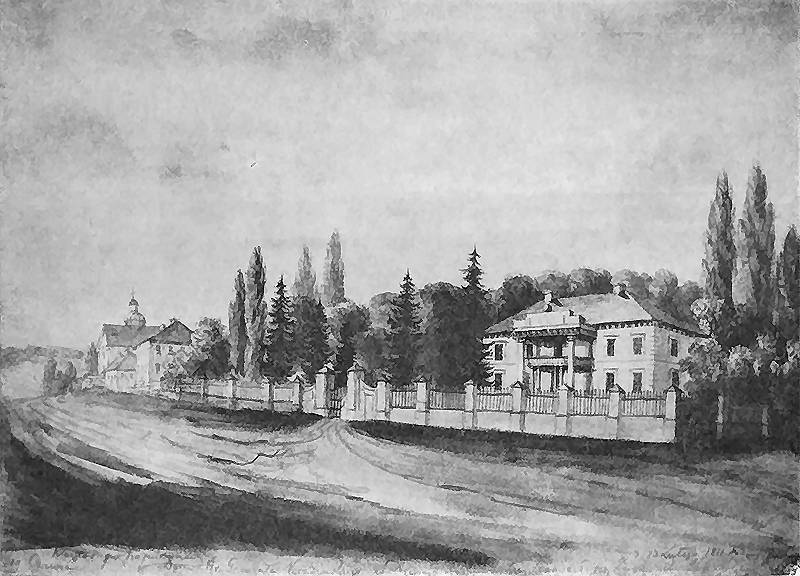
Pałac Krasińskich w Dunajowcach w XIX w. na rys. Napoleona Ordy

Pierwsza wzmianka pochodzi z 1403 r. (prawdopodobny rok założenia Dunajowiec). W Koronie Królestwa Polskiego Dunajowce przynależały administracyjnie do województwa podolskiego. Z rąk króla Polski Zygmunta III Wazy Dunajowce otrzymały magdeburskie prawa miejskie. W XVIII wieku ludność Dunajowiec stanowili Polacy i Żydzi, w XIX wieku napływ Niemców, Czechów i Rosjan. W 1850 Wincenty Krasiński odsprzedał klucz dunajowiecki Wiktorowi Skibniewskiemu.
Podczas okupacji hitlerowskiej, wiosną 1942 roku Niemcy utworzyli getto dla żydowskich mieszkańców. Przebywało w nim około 5000 osób. 18 października 1942 roku Niemcy zlikwidowali getto, a Żydów zamordowali w pobliskiej kopalni fosforu i lesie Solonichnik. Sprawcami zbrodni było Gestapo i SD z Kamieńca Podolskiego, niemiecka żandarmeria oraz ukraińska policja.
Status miasta od 1958.
Od 1986 działa Rejonowe Muzeum Historyczno-Krajoznawcze w Dunajowcach.
W 1989 liczyło 17 482 mieszkańców.
Na początku lat 2000 w Dunajowcach odnaleziono srebrną gotycką monetę (1 g) z napisem w języku łacińskim „SMOTRIC”, „CONSTATIN”
W 2013 liczyło 16 219 mieszkańców.

## Zabytki
- Pałac Krasińskich(inne języki) z 1 połowy XIX wieku i istniejący do 1918 r.[8] Wskazywany mylnie jako miejsce urodzin Zygmunta Krasińskiego. Znajdował się nieopodal luterańskiej kirchy. Zachowała się fasada z portykiem wspartym na dwóch kolumnach. Wewnątrz ocalały jedynie schody. Dziś mieści się w nim dom kultury.
- Pałac Wiktora Zygmunta Skibniewskiego z 2 połowy XIX wieku, wewnątrz drewniana klatka schodowa. Obecnie pełni funkcję przychodni. Obok znajdują się dwie oficyny, jedną zajmuje apteka, drugą gabinet RTG.
- kościół parafialny w stylu barokowym, z nagrobkami Krasińskich, zniszczony w latach 30. XX wieku
- klasztor kapucynów, nieistniejący.
- kościół kapucynów (obok rynku), po powstaniu listopadowym w 1833 roku zamieniony przez carskie władze na cerkiew prawosławną.
- kościół luterański (kircha)

## Gospodarka
W mieście rozwinął się przemysł spożywczy. Ponadto znajdują się w mieście fabryki armatury oraz sukna.

## Urodzeni w Dunajowcach
- Wojciech Grzymała – polski działacz emigracyjny w okresie zaborów
- Aleksander Skibniewski – polski ziemianin, działacz społeczny
- Stefan Leon Skibniewski – polski duchowny katolicki
- Bolesław Woytowicz – polski kompozytor, pianista i pedagog
- Ihor Witiuk – ukraiński siatkarz grający na pozycji przyjmującego w Effector Kielce.

## Galeria

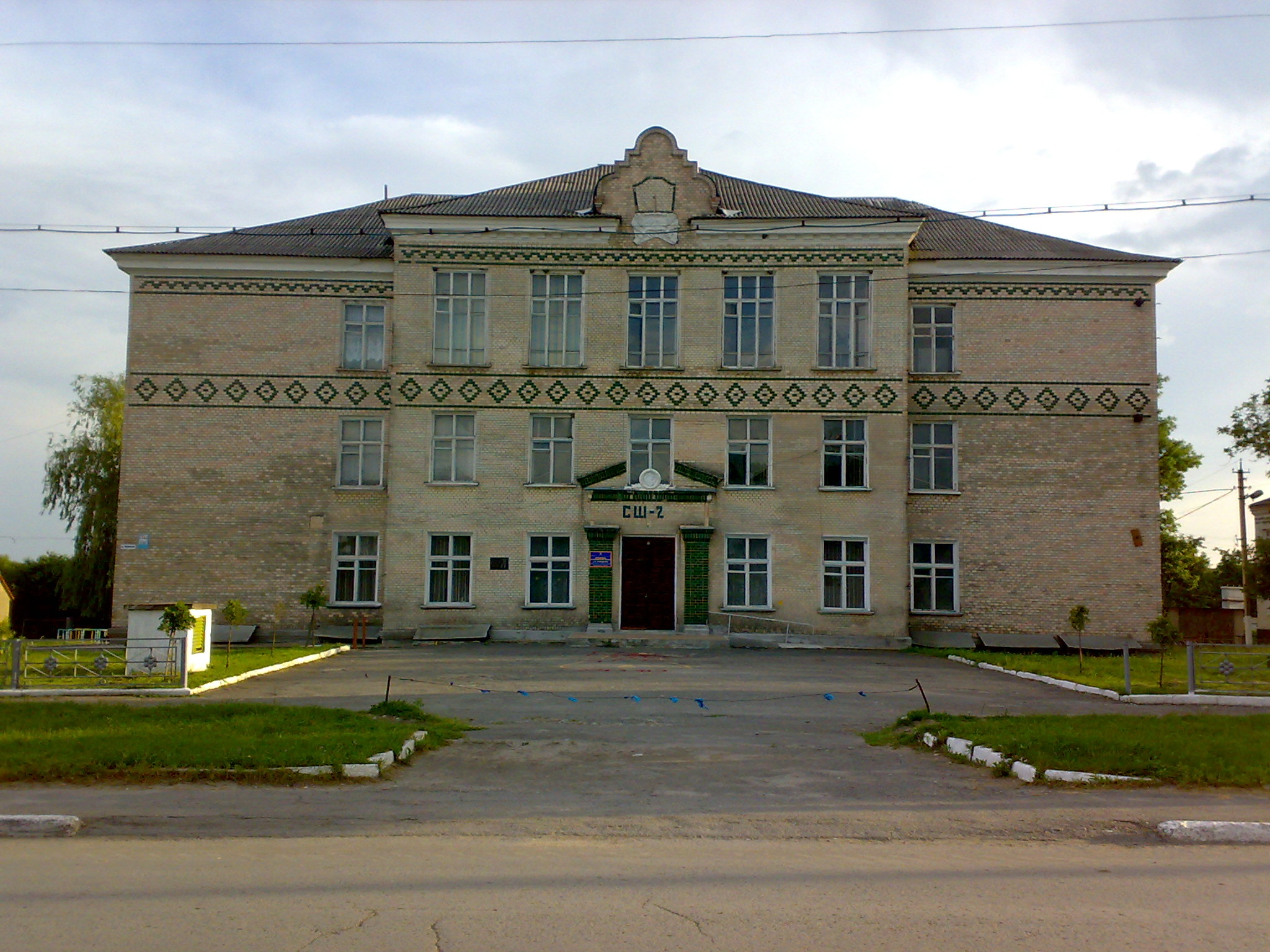
Szkoła
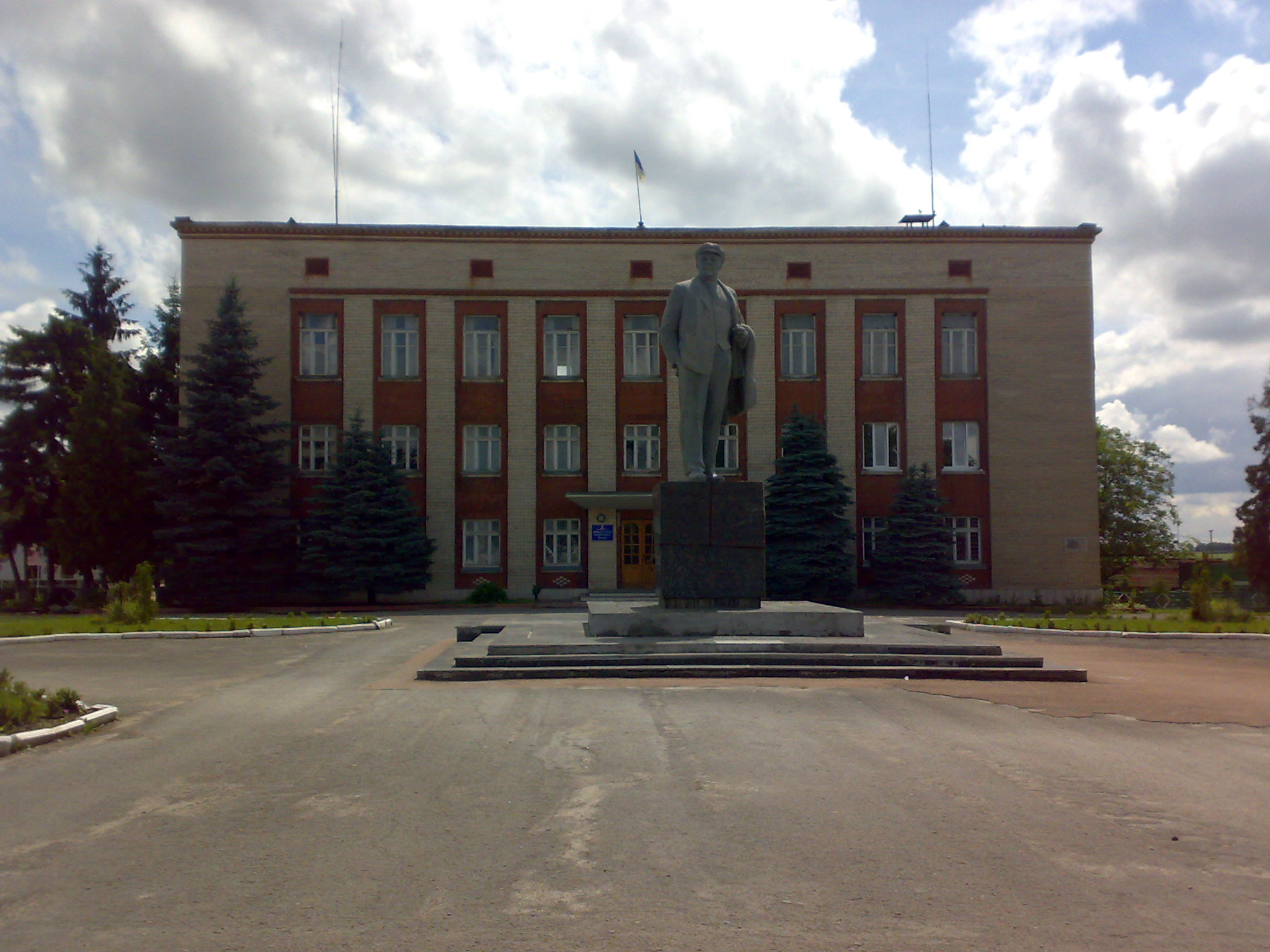
Gmach władz rejonowych
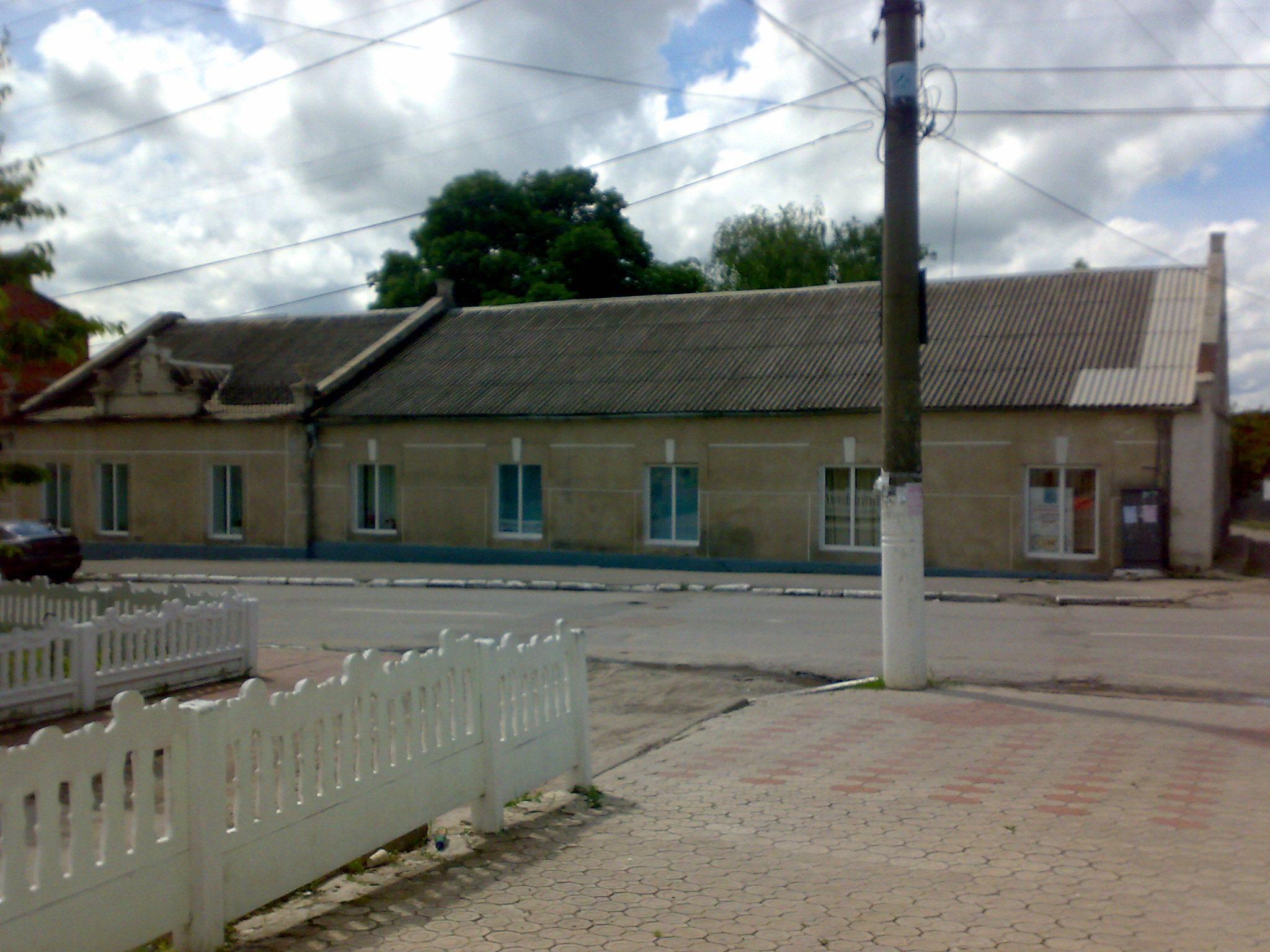
Muzeum Historyczno-Krajoznawcze
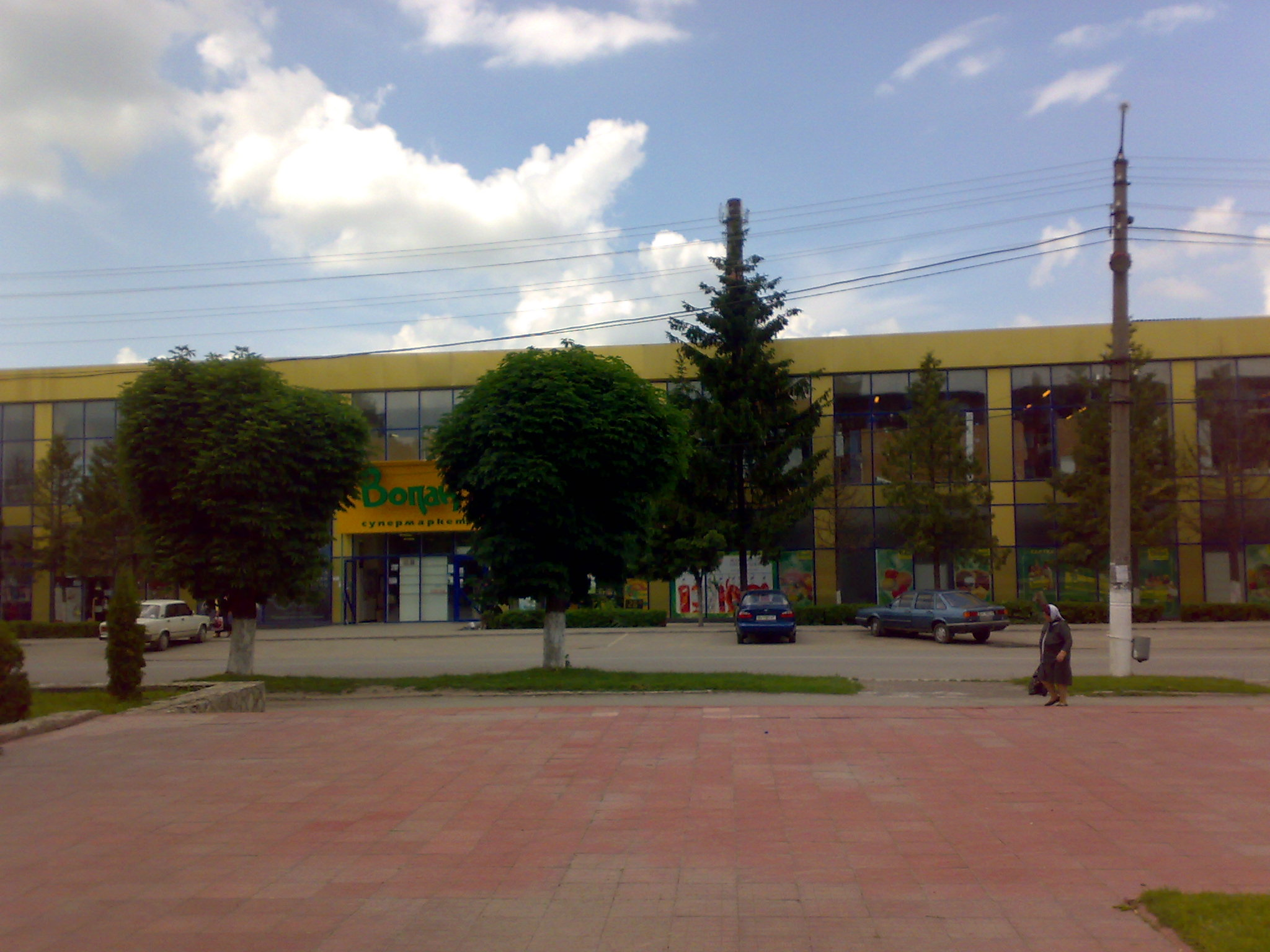
Centrum handlowe
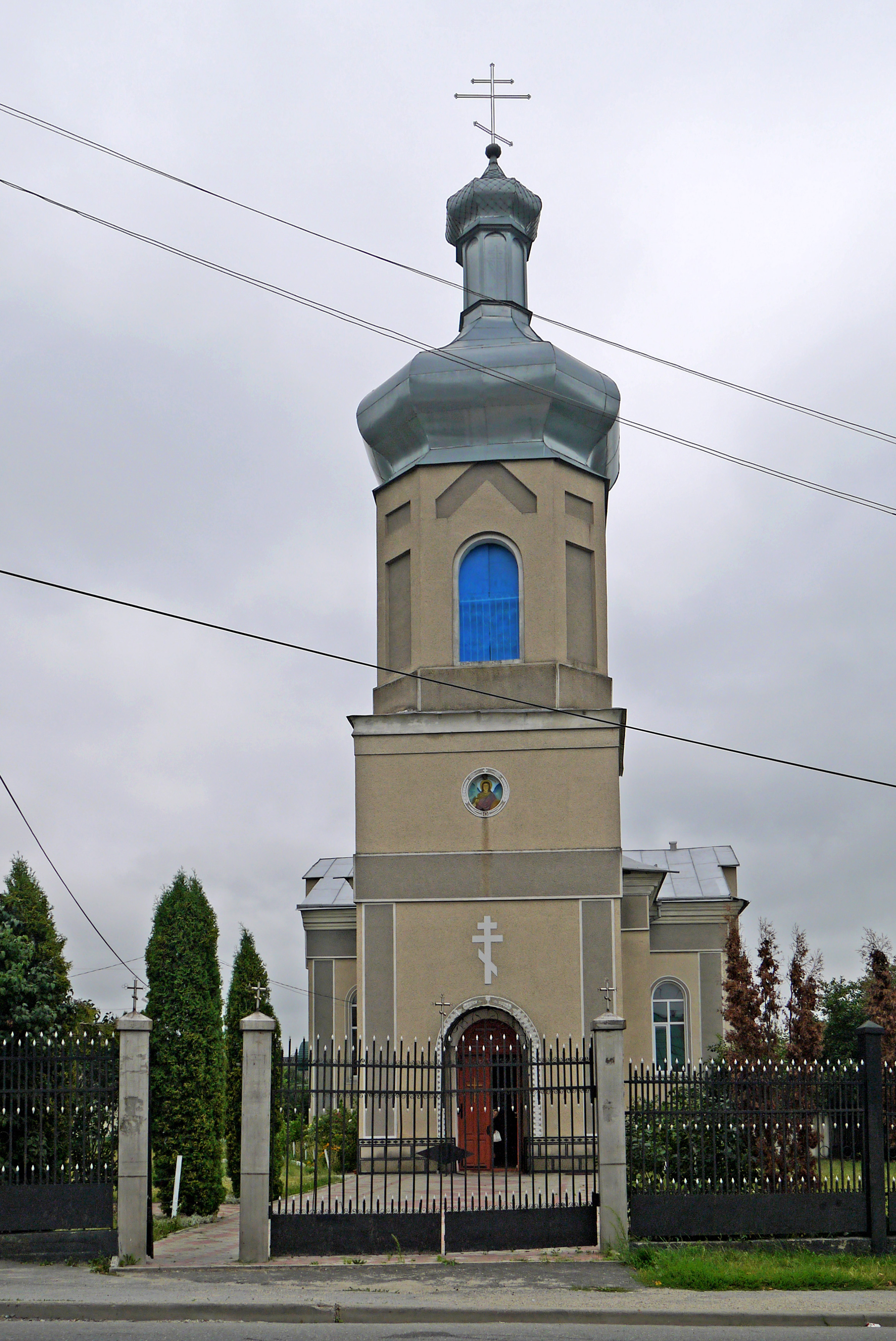
Cerkiew Michajłowska

## Miasta partnerskie
- Brandýs nad Labem-Stará Boleslav
- Turek